# Tibouchina crassiramis
Tibouchina crassiramis är en tvåhjärtbladig växtart som beskrevs av Célestin Alfred Cogniaux. Tibouchina crassiramis ingår i släktet Tibouchina och familjen Melastomataceae. Inga underarter finns listade i Catalogue of Life.